# Stadtmauer (Darmstadt)
Die Stadtmauer in Darmstadt ist ein Kulturdenkmal.

## Geschichte und Beschreibung
Die erste Darmstädter Stadtmauer wurde ab dem Jahre 1330 aus Bruchsteinen mit viereckigen Türmen erbaut. Der Bau des davorliegenden Zwingers und der äußeren Ringbefestigung begann zu Beginn des 15. Jahrhunderts. Die äußere Mauer ist ca. 2 Fuß (0,57 m) dick. Die innere ist ca. 4 Fuß (1,14 m) dick. Die Breite des Zwingers beträgt durchschnittlich ca. 15 Fuß (4,25 m). Für den Bau der Stadtmauer und der Wachtürme wurden überwiegend vulkanische Basaltgesteine (Melaphyre) verwendet.
Von den Wachtürmen existiert heute nur noch der Hinkelsturm. Der Hinkelsturm war bis zum Jahr 1944 mit einem flachen Satteldach gedeckt. Die innere Mauer hatte eine verschindelte Überdachung. Im 17. Jahrhundert besaßen die Turmmauern ein steiles Walmdach.
Nach Abschluss der denkmalgerechten Sanierung der Stadtmauer erhielt die Maßnahme den 2. Platz des Hessischen Denkmalschutzpreises 2022 in der Kategorie „Öffentliches Bauen“.

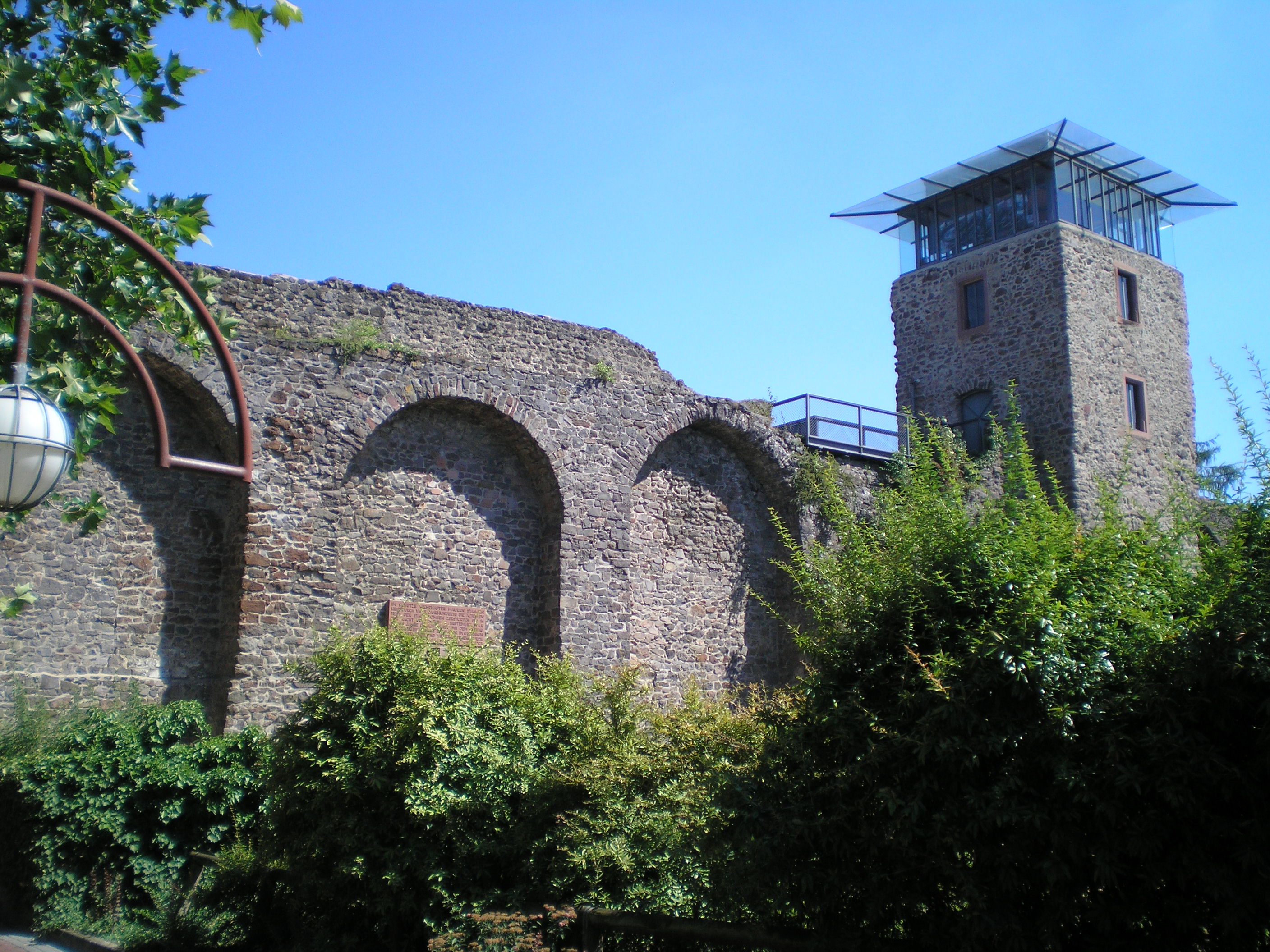
Stadtmauer (2013)
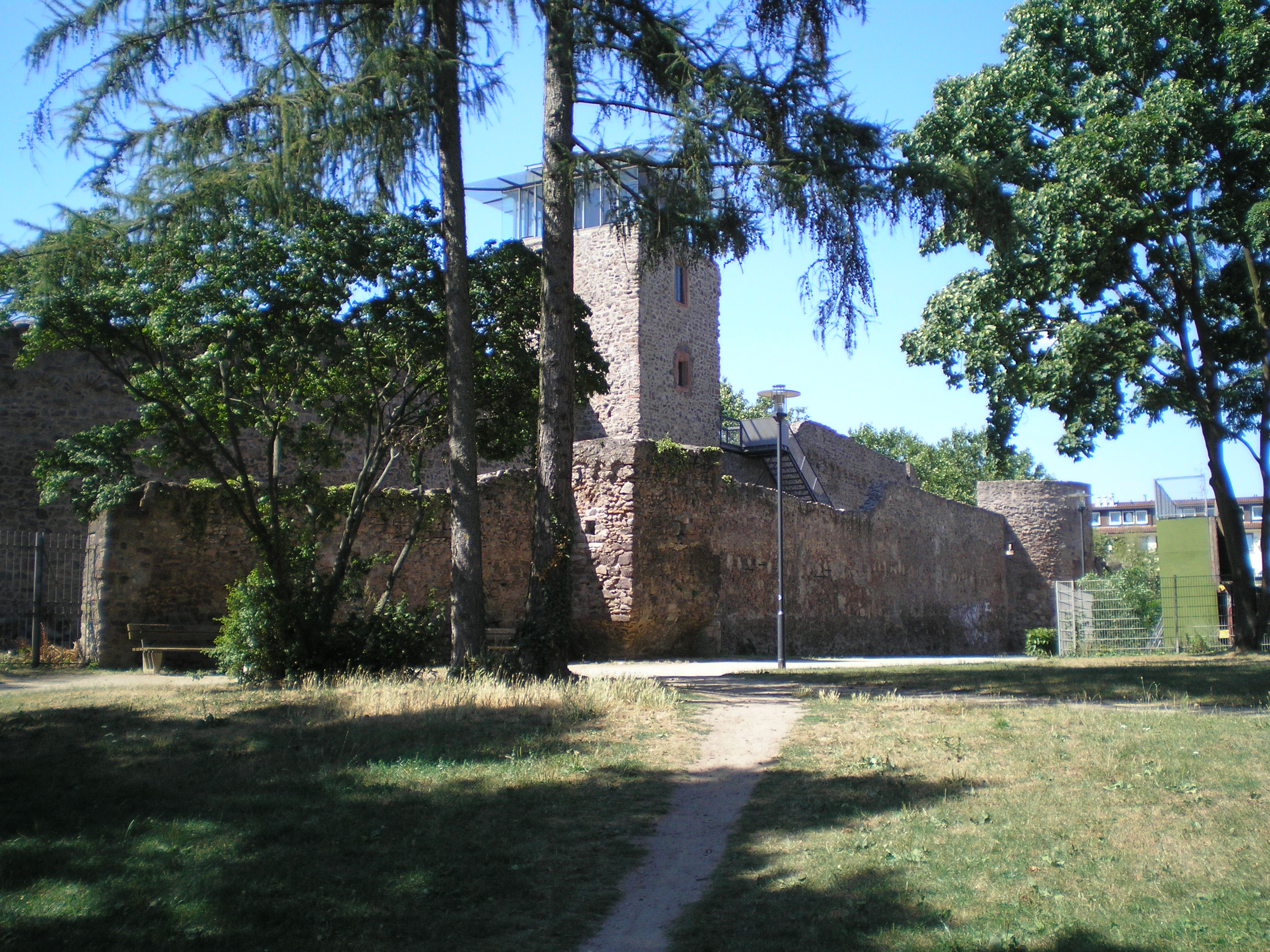
Stadtmauer (2013)
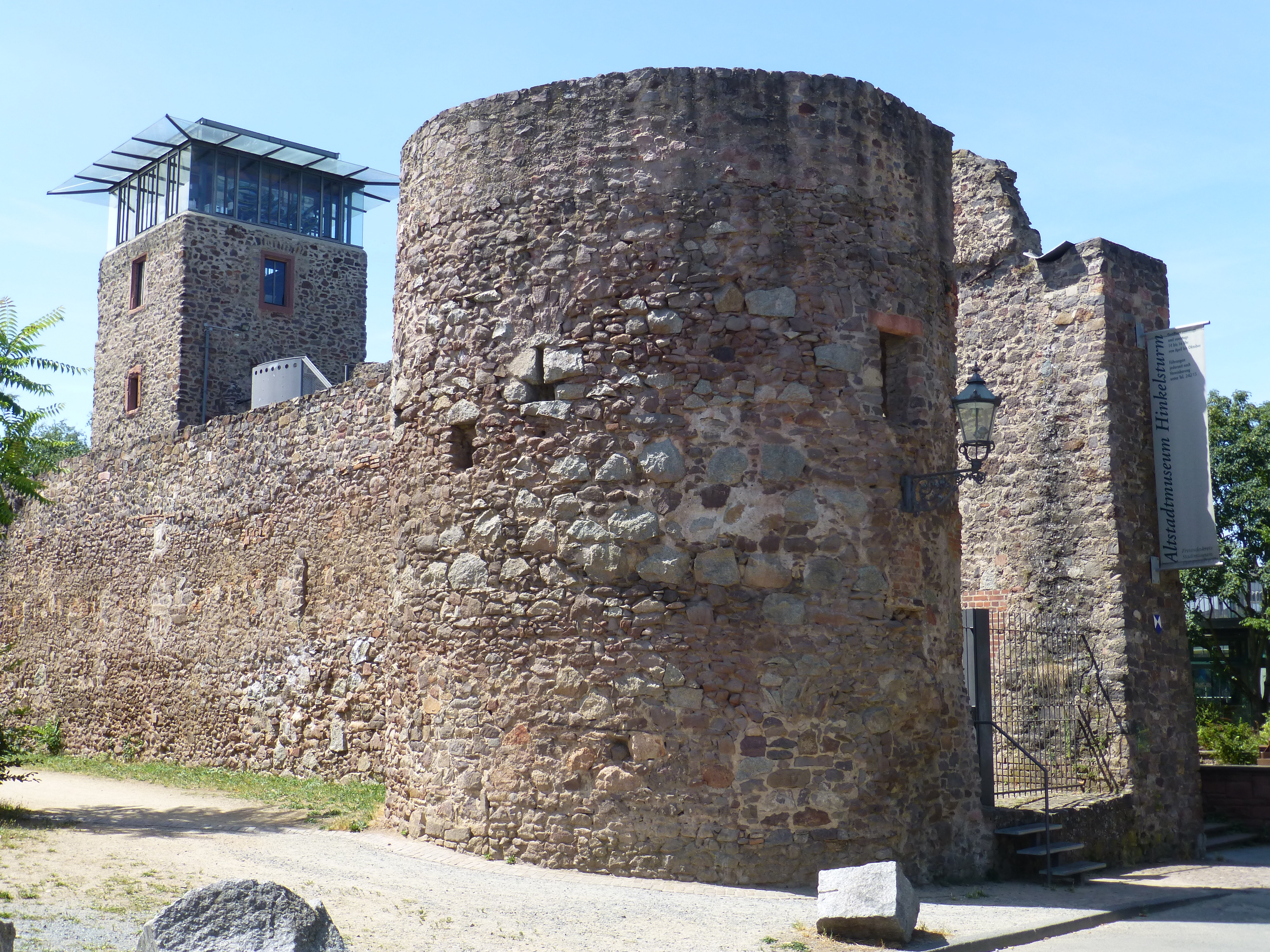
Stadtmauer (2015)
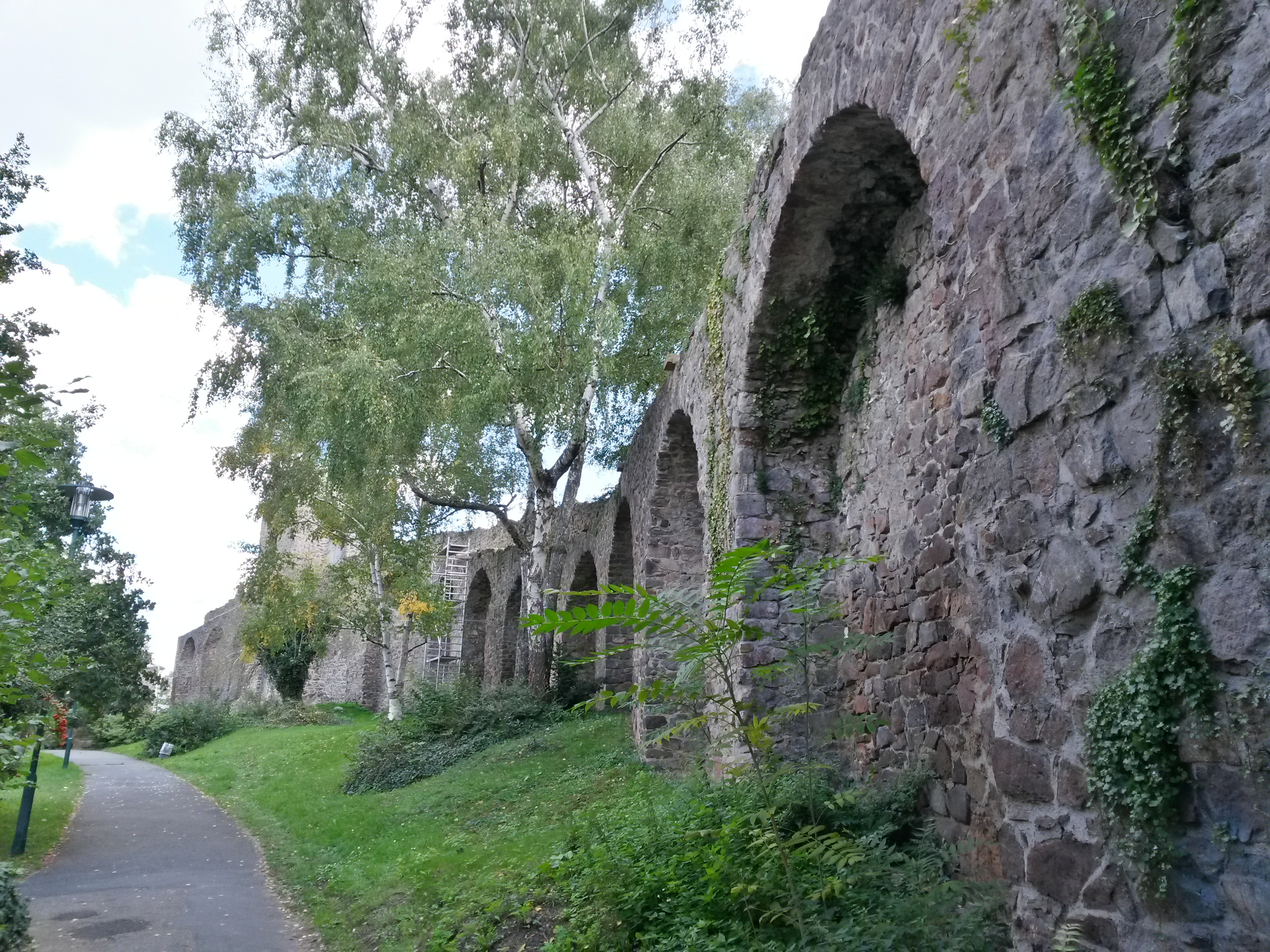
Stadtmauer (2016)
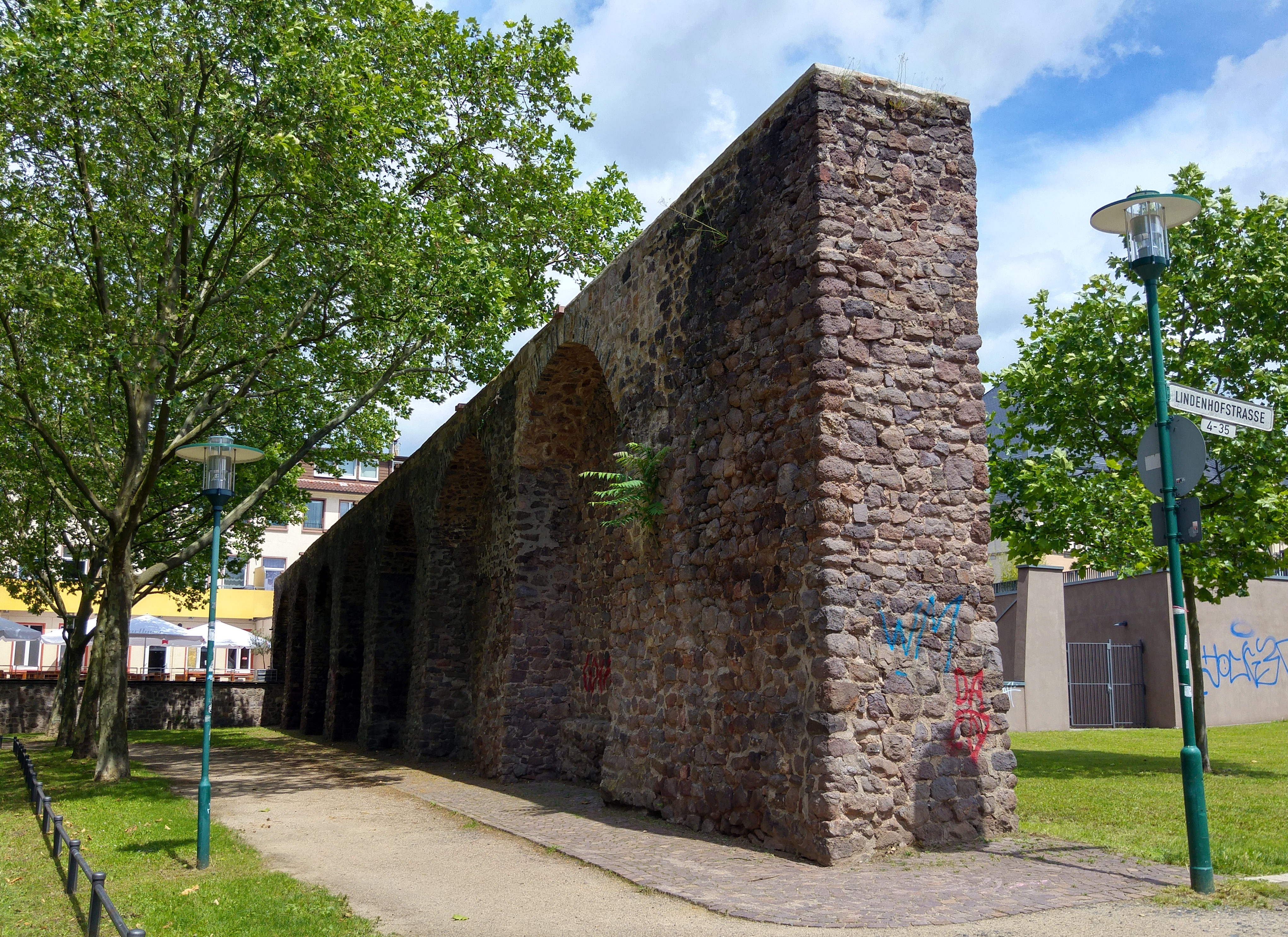
Stadtmauer (2016)
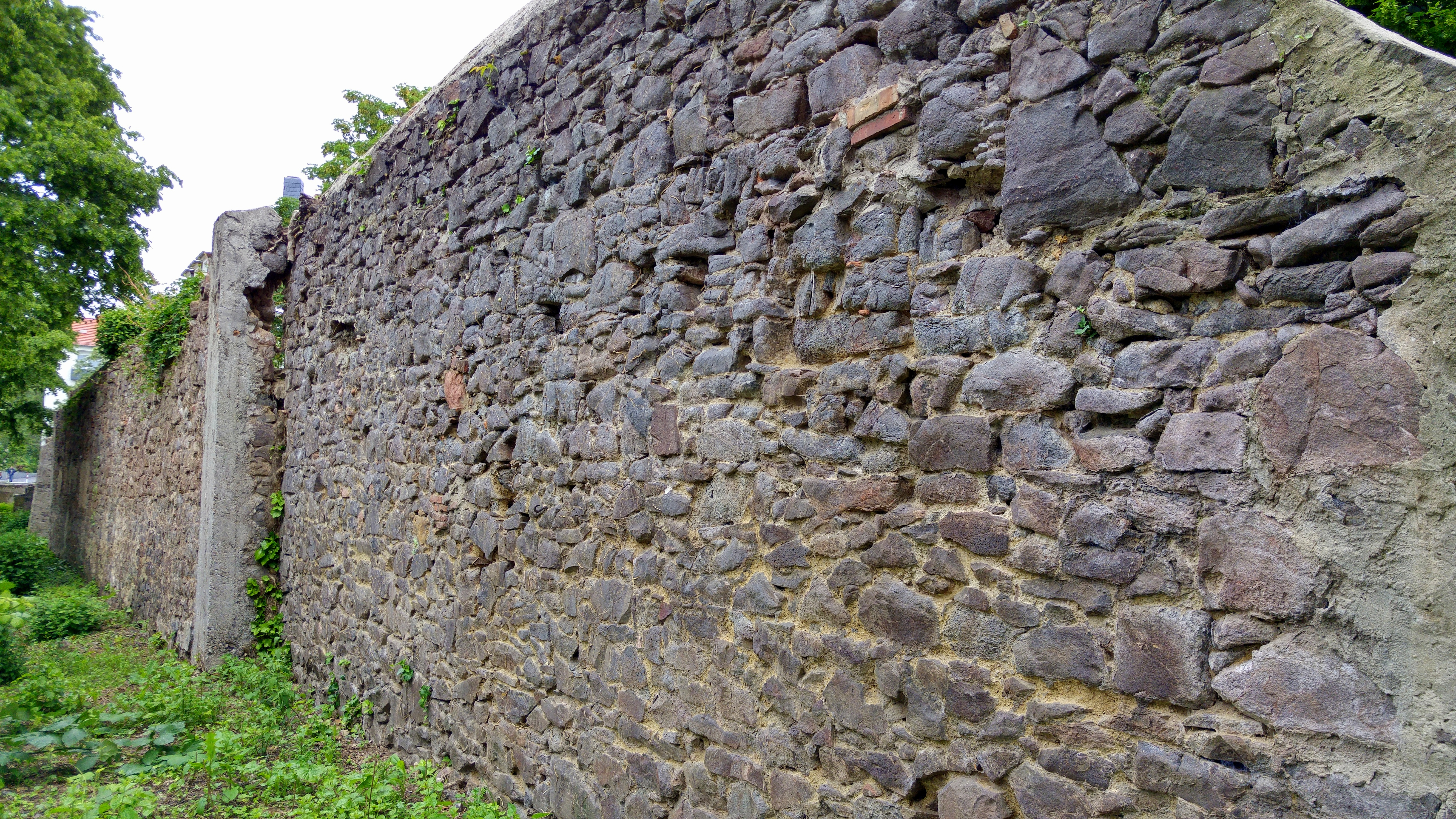
Stadtmauer an der Erich-Ollenhauer-Promenade (2016)
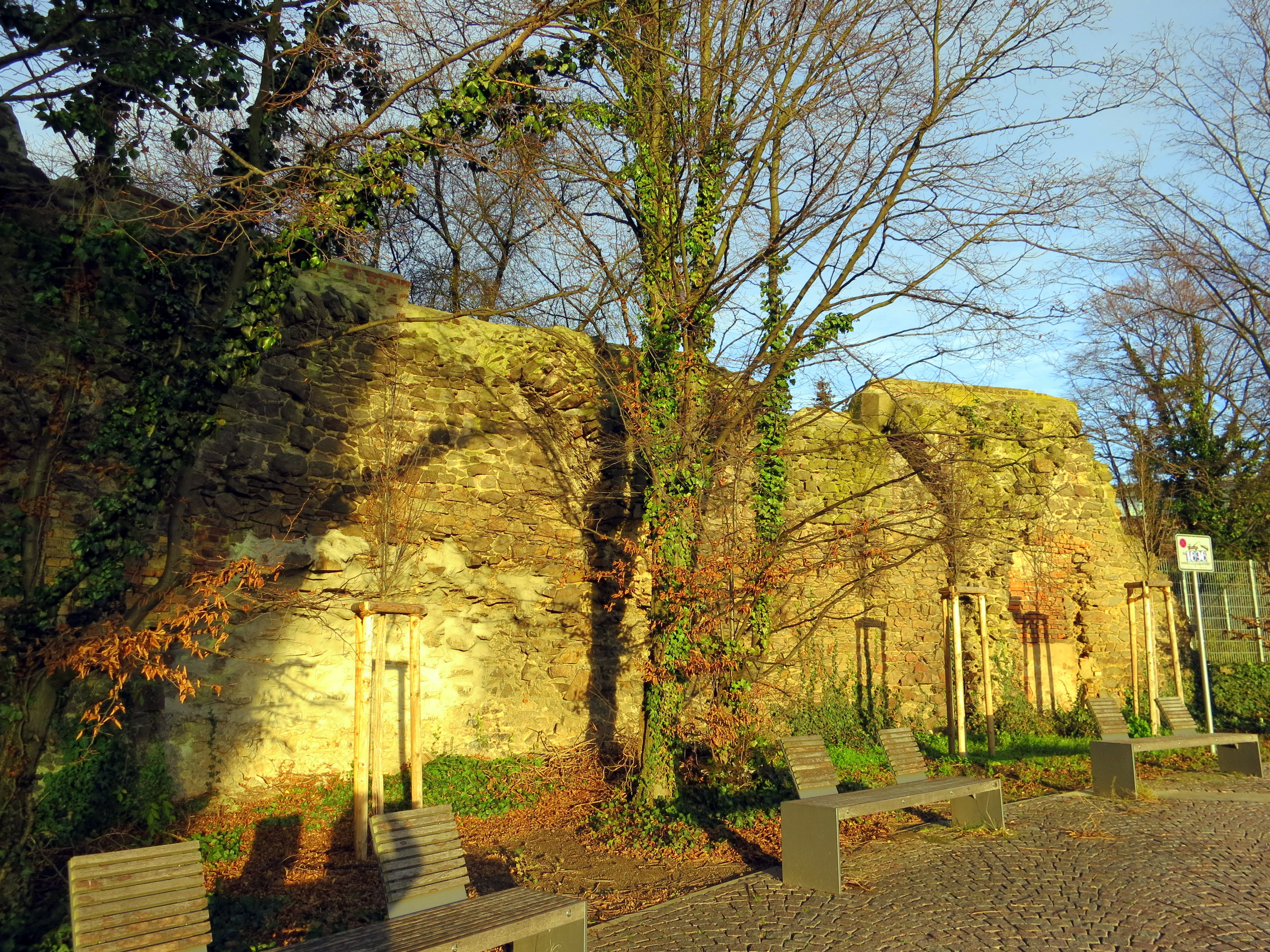
Stadtmauer an der Alexanderstraße (2016)